# Bathycongrus unimaculatus
Bathycongrus unimaculatus är en fiskart som beskrevs av Emma S. Karmovskaya 2009. Bathycongrus unimaculatus ingår i släktet Bathycongrus och familjen havsålar. Inga underarter finns listade.